# Arbetsrätt i Sverige

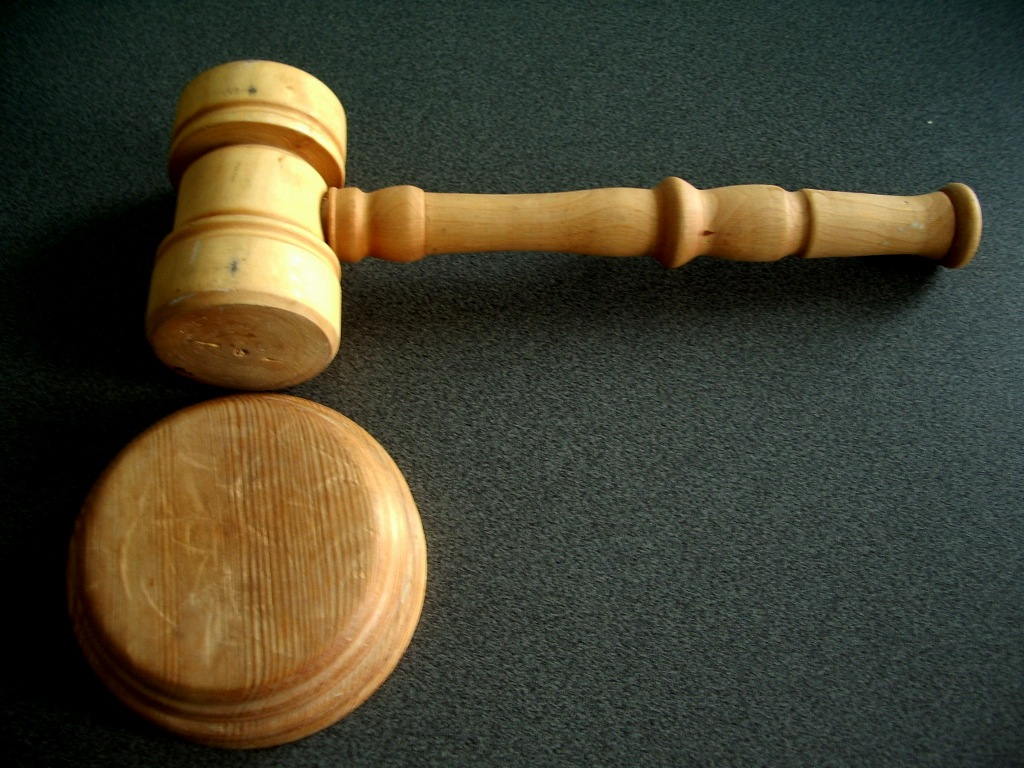
Lagstiftningen på arbetsrättsområdet inleddes i Sverige under 1800-talet

Svensk arbetsrätt kan delas in i fem delar: 1) den kollektiva arbetsrätten, 2) regler om arbetstagarinflytande, 3) anställningsförhållandets rätt, 4) arbetsmiljörätten samt 5) arbetsmarknadsreglering. Andra sätt att dela in arbetsrätten på förekommer dock. Utöver dessa områden tillkommer frågor som är gemensamma för alla, till exempel definitionen av "arbetstagare". 
Inom den kollektiva arbetsrätten behandlas frågor om kollektivavtal samt arbetstagarnas och arbetsgivarnas organisationer och deras inbördes förhållande. Lag om medbestämmande i arbetslivet (MBL), som tillkom 1976, är här en central lag. Regler om arbetstagarinflytande över företags- och arbetsledning är nära kopplade till den kollektiva arbetsrätten, då de flesta av dessa regler återfinns i MBL. Den tredje huvuddelen är anställningsförhållandets rätt, där Lagen om anställningsskydd (LAS) spelar en betydande roll. Denna del rör den allmänna relationen mellan arbetstagare och arbetsgivare. Frågor rörande arbetsmiljö och arbetstid behandlas inom arbetsmiljörätten; till denna finns en särskild myndighet, arbetsmiljöverket, som har till uppgift att kontrollera hur reglementet efterföljs. Två centrala lagar inom detta område är arbetsmiljölagen och arbetstidslagen. Den sista arbetsrättsliga huvuddelen är arbetsmarknadsregleringen, eller lagstiftning om arbetsmarknaden. Här berörs frågor som arbetsförmedling och arbetslöshet ur ett lagstiftningsperspektiv.
Ett särskilt påtagligt delområde inom anställningsförhållandets rätt är diskrimineringsrätten. Sedan den 1 januari 2009 finns en gemensam lag för all diskriminering inom arbetslivet (som även innefattar diskriminering inom andra områden, såsom utbildningsväsendet), diskrimineringslagen (2008:567). Lagen erkänner sju grunder för diskriminering: kön, könsöverskridande identitet eller uttryck, etnisk tillhörighet, religion eller annan trosuppfattning, funktionsnedsättning, sexuell läggning samt ålder.

## Historik

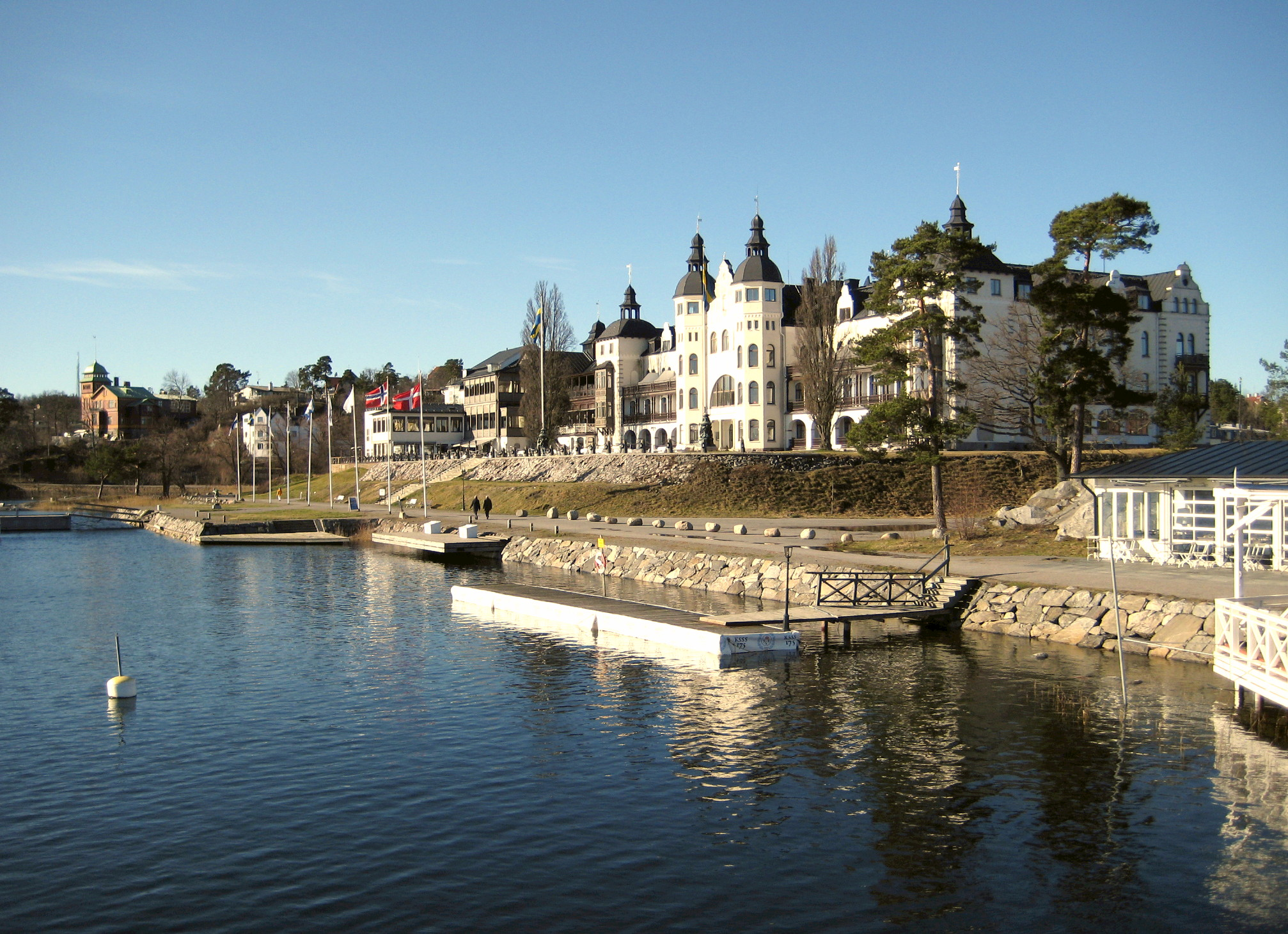
Grand Hotel Saltsjöbaden, där Saltsjöbadsavtalet undertecknades 1938.

För den svenska arbetsrättens historia finns en viktig brytpunkt mellan det förindustriella och det industrialiserade Sverige. Båda dessa epoker har haft en relativt omfattande arbetsrättslig lagstiftning, men åtskiljs av en liberal epok under senare delen av 1800-talet. En för den förindustriella tiden central lag var legostadgan (instiftad 1664, gällande i modifierad form fram till 1926), som främst reglerade förhållandena för jordbrukare och hushållsanställda. För hantverkare och fabriksarbetare var de viktigaste lagarna skråordningen (1720) respektive hallordningen (1770).
En milstolpe i utvecklingen var kollektivavtalets uppkomst, strax efter det att de första moderna svenska fackföreningarna grundades under 1870-talet. De första riksomfattande kollektivavtalen började gälla i början av 1900-talet, och 1906 ingicks decemberkompromissen mellan arbetsmarknadens huvudorganisationer. Denna kompromiss innebar att arbetsgivarna erkände arbetarnas föreningsrätt i gengäld mot att dessa i sin tur erkände arbetsgivarens rätt att leda och fördela arbetet. År 1928 infördes lagar om kollektivavtal och om inrättande av arbetsdomstol. Under de följande åren lagstiftades det om rätt till semester och föreningsrätt, men den i särklass viktigaste händelsen var träffandet av Saltsjöbadsavtalet 1938. Detta avtal, som ingicks mellan arbetsgivarparten SAF och arbetstagarparten LO, gick i princip ut på att parterna tog ett gemensamt ansvar för att stridsåtgärder genomfördes under vissa regler och att kollektivavtalsreglering var att föredra framför lagstiftning. Avtalet fick till följd att staten i högre grad lät parterna på arbetsmarknaden avtala om viktiga frågor, en inställning som har kallats en "programmatisk passivitet från lagstiftarens sida"
Passiviteten från lagstiftarens sida fick under 1970-talet vika sig för en omfattande attitydförändring, som initierades från LO:s sida under en period som karaktäriserades av ökade konflikter mellan LO och arbetsgivarorganisationerna, med LKAB-konflikten som en viktig händelse. Frågor som tidigare lämnats till arbetsmarknadsparterna att besluta om lagstiftades det nu om, vilket gav upphov till en rad lagar som syftade till att förstärka anställningsskyddet och arbetstagarnas inflytande över produktionen. Bland de viktigaste lagarna kan nämnas lagen om anställningsskydd (LAS, 1974), lag om facklig förtroendemans ställning på arbetsplatsen (FML, 1974) och lag om medbestämmande i arbetslivet (MBL, 1976). När dessa lagar infördes, under den dåvarande socialdemokratiska regeringen, kritiserades de kraftigt av arbetsgivar- och näringslivsorganisationer.
Utvecklingen under 1990-talet karaktäriserades till en början av minskning av lagstadgade förmåner och avreglering. Antalet semesterdagar minskades (en kort tid efter att antalet ökats), ersättningsnivåerna för diverse socialförsäkringar föll och bevisbördan på arbetstagaren höjdes vid fall av arbetsskador. Även förbud mot privat arbetsförmedling och uthyrning av arbetskraft upphävdes. Vid mitten av 1990-talet stabiliserades utvecklingen. Tiden framöver kännetecknas av en ökad globalisering och anpassning till EU-lagstiftning sedan Sverige inträtt i unionen 1995.
Sverige har raticiferat samtliga av Internationella arbetsorganisationens åtta kärnkonventioner.

## Den svenska arbetsrätten

### Allmänt
En fråga som har generell vikt för arbetsrätten är definitionen av "arbetstagare". I lagtexten saknas en definition, varför rättspraxis här spelar en viktig roll. Viktigt att åtskilja är anställnings- och uppdragsavtal, som samlas under den gemensamma beteckningen arbetsavtal. Uppdragstagare kallas ofta egenföretagare. För att ett anställningsavtal ska sägas föreligga används ett antal kriterier. Ett sådant kriterium är att avtalet inte innehåller några specifikationer om ett visst arbetsresultat, utan istället att den arbetspresterande så att säga ställer sitt arbete till förfogande för huvudmannen. Andra kriterier är att arbetet utförs under huvudmannens ledning och kontroll, att arbetet är varaktigt och att den arbetspresterande parten utför arbetet personligen. Även inom EG-rätten finns rättspraxis att falla tillbaka på vad gäller begreppet arbetstagare; här anses den som utför arbete åt annan, under den andras ledning och kontroll och mot ersättning, vara arbetstagare.
Inom arbetsrätten finns en rad normkällor. Dessa är delvis unika för arbetsrätten, exempelvis genom att deras tvingande verkan kan skilja sig från övrig avtalsrätt. Det enskilda anställningsavtalet, som ingås mellan arbetstagare och arbetsgivare, har ett begränsat spelutrymme då det som regel inte får strida mot lagstiftning, kollektivavtal, bruk på arbetsplatsen, sedvänja inom branschen, god sed på arbetsmarknaden eller EG-rättsliga bestämmelser. Dessa olika normkällor ingår i en hierarkisk struktur. EG-rättsliga bestämmelser — såsom fördrag, direktiv och förordningar —  kan undantränga nationell lagstiftning. Nationell lagstiftning kan i sin tur ha tvingande verkan på övriga avtal, men även så kallade semidispositiva bestämmelser förekommer. En semidispositiv bestämmelse får endast avtalas bort genom kollektivavtal, således får personliga avtal inte strida mot sådana bestämmelser utan stöd i kollektivavtal. Vissa lagstycken är semidispositiva med EG-spärr (eller "EU-spärr"), vilket innebär att de får avtalas bort genom kollektivavtal, men endast inom de gränser som uppsatts av relevanta EG-direktiv.
Arbetstvister innefattar alla civilrättsliga tvister mellan arbetstagare och arbetsgivare. Dessa tvister avgörs i första hand i tingsrätt, och i andra hand hos arbetsdomstolen (AD). Vissa tvister får emellertid instämmas direkt till AD, oftast sådana som rör frågor som är reglerade i kollektivavtal. Övriga tvister ska instämmas till tingsrätt, men får överklagas till AD. Enskilda arbetstagare som vill väcka talan angående arbetsrättslig tvist ska exempelvis i första hand vända sig till tingsrätten.

### Kollektiv arbetsrätt
På arbetsmarknaden finns centrala och lokala arbetstagarorganisationer, som benämns som sådana även i lagstiftning. Med centrala arbetstagarorganisationer åsyftas riksomfattande fackförbund, till exempel IF Metall. Dessa kan, men behöver inte, i sin tur ingå i Landsorganisationen (LO). Med lokala arbetstagarorganisationer avses exempelvis ortsavdelningar, verkstadsklubbar eller tjänstemannaklubbar. Dessa är ofta organiserade i fackförbund, och för talan i lokala förhandlingar. På arbetsgivarsidan återfinns Svenskt Näringsliv som största sammanslutning av arbetsgivare. Vissa statliga bolag är anslutna till Svenskt Näringsliv. Båda sidors organisationer betraktas som ideella föreningar.
Kollektivavtal kan endast ingås mellan arbetstagarorganisation och arbetsgivarorganisation eller enskild arbetsgivare. Enskilda arbetstagare kan således inte ingå kollektivavtal. Detta regleras i 23-24 §§ MBL. Ett kollektivavtal måste vidare vara skriftligt (23 § MBL). Oorganiserade arbetsgivare kan ingå hängavtal med fackförbund eller lokala avdelningar av fackförbund. När detta sker förpliktigar sig arbetsgivaren att vid varje tillfälle följa det centrala kollektivavtal som gäller för branschen. Vid sidan av riksavtal, som träffas mellan förbund på båda sidor, kan även lokala avtal ingås. Riksavtalen kan innehålla allmänna riktlinjer gällande exempelvis löner som specificeras i lokala avtal. Därutöver finns även huvudavtal, som tecknas mellan de högsta organisationerna (LO och Svenskt Näringsliv) och som vanligtvis löper över längre perioder än riksavtalen. Vad som kan regleras i kollektivavtal står angivet i 23-24 §§ MBL. Kollektivavtal har efterverkan, vilket innebär att de anställningsvillkor som gällt enligt avtalet fortsätter att gälla även efter det att avtalet löpt ut.
Vid arbetskonflikter kan en rad olika stridsåtgärder tillgripas. Rätten att vidta stridsåtgärder är grundlagsskyddad. Några vanliga och viktiga stridsåtgärder är strejk, blockad, bojkott och lockout. Stridsåtgärder kan vidtas var för sig eller i kombination, och kan även vara partiella. Stridsåtgärder får som regel inte vidtas under tiden ett kollektivavtal råder mellan berörd fackförening och arbetsgivare. Detta beror på den fredsplikt som medföljer tecknandet av kollektivavtal. Denna fredsplikt är oftast till störst nytta för arbetsgivaren, varför vissa fackföreningar avstår från att teckna kollektivavtal. Ett viktigt undantag från fredsplikten är rätten att vidta sympatiåtgärder, det vill säga stridsåtgärder i syfte att understödja annan fackförenings lovliga konflikt. Vidare kan nämnas att arbetsgivare har lagstadgad plikt att ta upp överläggning med berörd fackförening även under olovlig stridsåtgärd från arbetstagarsidan.
Stridsåtgärder får inte vidtas:
- då fredsplikt råder (ens om åtgärden gäller förändringar av gällande eller nästkommande kollektivavtal),
- i syfte att förändra eller avskaffa gällande kollektivavtal mellan arbetsgivare och annan arbetstagarorganisation (Britanniaprincipen),
- i syfte att tilltvinga sig kollektivavtal med egenföretagare eller rena familjeföretag,[32]
- i syfte att understödja annan, olovlig, stridsåtgärd,
- om de innefattar straffbelagda handlingar som misshandel eller egenmäktigt förfarande,
- om inte varsel har lämnats till både Medlingsinstitutet och motparten minst sju arbetsdagar i förväg,
- då Statstjänstenämnden prövar huruvida åtgärden är samhällsfarlig.

### Arbetstagarinflytande
Vad gäller arbetstagares inflytande över företags- och arbetsledning gäller som huvudprincip att arbetsgivaren har rätt att leda och fördela arbetet. Denna rätt begränsas av lagstiftning, främst i lagen om medbestämmande i arbetslivet. Enligt lagen om styrelserepresentation för de privatanställda (1987:1245) har arbetstagare rätt att ha två representanter i styrelsen i företag med minst 25 anställda. Vilka dessa representanter ska vara bestäms av fackföreningen, och de har med vissa undantag samma rättigheter och skyldigheter som övriga styrelseledamöter.
I 32 § MBL nämns att medbestämmandeavtal bör ingås mellan arbetsgivare och fackförening, om fackföreningen så önskar. Att sådana avtal träffas är dock endast en rekommendation från lagstiftarens sida. Sådana avtal kan antingen ingå som klausuler i ordinarie kollektivavtal eller utgöra självständiga avtal. Syftet med dessa är att överföra arbetsgivarens beslutsrätt inom vissa frågor till arbetstagarna eller till ett partssammansatt organ (32 § 2 st MBL). En säregen egenskap hos dessa medbestämmandeavtal är deras inverkan på fredsplikten; om en part har begärt att en viss fråga ska regleras i sådant avtal, men frågan ändå utelämnas, föreligger så kallad "kvarlevande stridsrätt". Detta innebär att fackföreningen kan vidta stridsåtgärder i syfte att tvinga fram ett dylikt avtal även då fredsplikt annars råder. Det viktigaste medbestämmandeavtalet som träffats är Utvecklingsavtalet mellan SAF, LO och PTK 1982. Enligt detta avtal har fackföreningen bland annat rätt att anlita en "arbetstagarkonsult" på arbetsgivarens bekostnad. Denne ska hjälpa fackföreningen att analysera viktiga planerade förändringar i företaget.
Även om medbestämmandeavtal inte träffas finns i MBL en rad regler som stärker arbetstagarnas inflytande på arbetsplatsen. Dessa regler innefattar förstärkt förhandlingsrätt (11-14 §§ MBL), som ställer krav på att arbetsgivaren ska förhandla med fackförening innan viktiga beslut fattas; rätt till information (18-22 §§ MBL), som innebär att arbetsgivaren på eget initiativ ska underrätta lokal fackförening om företagets utveckling verksamhetsmässigt och personalpolitiskt; facklig vetorätt (38-40 §§ MBL), som ger central arbetstagarorganisation rätt att i vissa fall förbjuda arbetsgivaren att anlita externa uppdragstagare; och fackligt tolkningsföreträde (33-37 §§ MBL), som ger lokal fackförening rätt att bestämma om vilken arbetsskyldighet som gäller fram till dess att tvisten prövats, och tvingar arbetsgivaren att påkalla förhandlingar när tvist om lön uppkommer.

### Anställningsförhållandet
Lagen om anställningsskydd är central inom det arbetsrättsliga område som rör anställningsförhållandet. Lagen innehåller bland annat bestämmelser om anställningsavtal, olika former av anställningar, uppsägning och avskedande, semester, permittering och förhandlingsskyldighet. Även andra lagar och förordningar behandlar frågor som tangerar dessa, bland andra anställningsförordningen, lagen om offentlig anställning och diskrimineringslagen.
Vad gäller tillkomsten av anställningsavtal gäller inom den privata sektorn som regel att arbetsgivaren fritt kan välja anställda (inom offentlig sektor regleras detta striktare i regeringsformen, anställningsförordningen och lagen om offentlig anställning). Det finns dock en rad undantag från denna huvudregel, främst sådana som rör olaga diskriminering. Arbetsgivaren har även en skyldighet att under nio månader prioritera tidigare anställda, som tidigare sagts upp på grund av arbetsbrist, vid nyanställning. Själva anställningsavtalet behöver inte vara skriftligt, men enligt 6 c § LAS måste arbetsgivaren inom en månad efter det att anställningen inletts lämna skriftligt information gällande anställningsförhållandet.
En anställning gäller som regel tillsvidare, vilket för arbetstagaren är den tryggaste anställningsformen. Tidsbegränsade anställningar får ingås endast om de är en av följande anställningar: allmän visstidsanställning, vikariat, säsongsarbete, provanställning eller när arbetstagaren fyllt 67 år. Tidsbegränsade anställningar upphör när den avtalade tiden har löpt ut, men för att en tillsvidareanställning ska upphöra krävs uppsägning eller avskedande. En uppsägning från arbetsgivarens sida måste enligt 9 § LAS vara skriftlig; detta är dock inte nödvändigt från arbetstagarens sida. Uppsägningar får fattas på två grunder: personliga skäl eller arbetsbrist. Beroende på vilken av dessa två grunder som anförs för uppsägningen gäller särskilda regler. Det är svårare för arbetsgivaren att få en uppsägning på grund av personliga skäl till stånd än en uppsägning på grund av arbetsbrist. 
Termen "arbetsbrist" används i negativ bemärkelse och omfattar alla skäl till uppsägning som inte hänför sig till arbetstagaren personligen. Så länge arbetsgivaren kan visa att uppsägningen på grund av arbetsbrist är nödvändig av ekonomiska eller dylika skäl betraktas uppsägningen i regel som lovlig. De enda krav som därutöver ställs på arbetsgivaren är att denne i första hand ska söka omplacera berörda arbetstagare till annan tjänst. Arbetstagarna har dock ett indirekt anställningsskydd genom de turordningsregler som återfinns i 22 § LAS. Enligt dessa regler har arbetstagare med längre anställningstid företräde framför arbetstagare med kortare anställningstid; denna princip kallas ibland för sist in, först ut-principen. Företag med högst tio anställda har dock rätt att undanta två personer från turordningen, om dessa "enligt arbetsgivarens bedömning är av särskild betydelse för den fortsatta verksamheten". När det kommer till uppsägningar av personliga skäl har arbetsgivaren en långtgående lojalitetsplikt. Arbetsgivaren måste påvisa acceptabla (icke lagstridandes) och reella (som går att bevisa) skäl till varför arbetstagaren ska sägas upp. Skulle uppsägningen prövas i domstol görs en väsentlighetsbedömning, som kan liknas vid en avvägning mellan arbetsgivarens och arbetstagarens intressen. Är uppsägningen kopplad till en nedsatt arbetsförmåga hos arbetstagaren krävs mycket starka skäl för att uppsägningen ska vara giltig: arbetstagarens arbetsförmåga ska vara så pass nedsatt att denne inte kan utföra något betydande arbete för arbetsgivaren. Detta krav ställs inte på uppsägningar av personliga skäl som rör arbetstagarens beteende snarare än arbetsförmåga. I likhet med uppsägningar på grund av arbetsbrist har arbetsgivaren en plikt att i första hand söka omplacera arbetstagaren.

### Arbetsmiljörätt
Arbetsmiljörätten (tidigare arbetarskyddsrätten) har en särskild myndighet knuten till sig: Arbetsmiljöverket. Den största delen av de regler som gäller inom detta område återfinns på lägre nivå än nationell lagstiftning. Den centrala lagen är arbetsmiljölagen som i princip endast föreskriver vissa allmänna riktlinjer. Under denna finns arbetsmiljöförordningen, och sist ner finns de specifika föreskrifter som Arbetsmiljöverket ger ut. Dessa föreskrifter finns tillgängliga för allmänheten på internet (www.av.se/dokument/afs). Några av de allmänna regler som fastslås i arbetsmiljölagen är kravet på samverkande skyddsarbete; på arbetsplatser med minst fem arbetstagare ska minst ett skyddsombud utses, och på arbetsplatser med minst 50 anställda ska det finnas en skyddskommitté. Skyddsombud har rätt att, under vissa omständigheter, beordra att farligt arbete omedelbart avbryts. I lagen föreskrivs även att arbetsgivaren ska ansvara för ordentlig företagshälsovård.

### Arbetsmarknadsreglering
Inom arbetsmarknadsregleringen har under de senaste decennierna vissa uppluckringar skett i lagstiftningen. Tidigare förbud mot privat arbetsförmedling och uthyrning av arbetskraft är avskaffade. Andra frågor som berörs inom denna arbetsrättsliga del är arbetslöshetsstöd, arbetsmarknadspolitisk verksamhet, avgångsersättning och omställningsstöd.

## Lagar
Detta strävar efter att vara en komplett lista över svenska arbetsrättsliga lagar.
| Smeknamn                  | Fullständigt namn                                           | SFS       |
| ------------------------- | ----------------------------------------------------------- | --------- |
| Kvittningslagen           | Lag om arbetsgivare kvittningsrätt                          | 1970:215  |
| Främjandelagen            | Lag om vissa anställningsfrämjande åtgärder                 | 1974:13   |
| Förtroendemannalagen      | Lag om facklig förtroendemans ställning på arbetsplatsen    | 1974:358  |
| Studieledighetslagen      | Lag om arbetstagares rätt till ledighet för utbildning      | 1974:981  |
| Medbestämmandelagen (MBL) | Lag om medbestämmande i arbetslivet                         | 1976:580  |
| Semesterlagen             | Semesterlag                                                 | 1977:480  |
| Arbetsmiljölagen          | Arbetsmiljölag                                              | 1977:1160 |
| LAS                       | Lag om anställningsskydd                                    | 1982:80   |
| Arbetstidslagen           | Arbetstidslag                                               | 1982:673  |
| Sjuklönelagen             | Lagen om sjuklön                                            | 1991:1047 |
| LOA                       | Lag om offentlig anställning                                | 1994:260  |
| Föräldraledighetslagen    | Föräldraledighetslag                                        | 1995:584  |
|                           | Lag om rätt till ledighet för att bedriva näringsverksamhet | 1997:1293 |
|                           | Lag om rätt till ledighet av trängande familjeskäl          | 1998:209  |
| Diskrimineringslagen      | Diskrimineringslag                                          | 2008:567  |